# إنريكي بالوس
إنريكي بالوس (بالإسبانية: Enrique Palos) (31 مايو 1986 بمدينة أغواسكاليينتس في المكسيك - ) هو لاعب كرة قدم مكسيكي في مركز حراسة المرمى. لعب مع تايجرز أونال.

## روابط خارجية
- إنريكي بالوس على موقع قاعدة بيانات كرة القدم.إي يو (الإنجليزية)
- إنريكي بالوس على موقع Soccerway.com (الإنجليزية)
- إنريكي بالوس على موقع عالم كرة القدم.نت (الإنجليزية)
- إنريكي بالوس على موقع AS.com (الإسبانية)